# سفارة إندونيسيا في القاهرة
سفارة إندونيسيا في مصر هي التمثيلية الرسمية وسفارة إندونيسيا في مصر. تدير السفارة أربع قنصليات عامة وقنصلية.

## مقالات ذات صلة
- العلاقات الإندونيسية المصرية
- قائمة البعثات الدبلوماسية في مصر